# 夜摩天
夜摩天（羅馬化：Yāma），又稱炎摩天、焰摩天、夜魔天、阎魔天，意譯為善時、善分，又譯為雙子，佛教傳說的天界之一，為六欲天的第三層。由夜摩天王統理此天。

## 概論
夜摩天居於忉利天之上。夜摩天以上，稱為空居天，在它下方的四天王天與忉利天則稱地居天。
此天一昼夜合人間200年，此天人寿命2000岁，合人间1億4400万年。
《正法念處經》稱現今的夜摩天王名為牟修樓陀，往前依次為普樂、善色、威德、大業。

## 歷史
它最早出現在婆羅門教吠陀經典中，由閻摩統領此天，是人類死亡後到達的快樂居所。在《梨俱吠陀》中，閻摩為太陽神蘇利耶之子，為帝釋天之下的神明。隨著傳說變化，夜摩天王與閻摩逐漸成為兩個神明，梵語名也被解釋為“雙子”，表示有兩個法王，他們可能是兄妹，可能是伴侶。據說是此世界最先到達地獄的眾生，故由他們一個統理天界，一個統理地獄，或一個管理男鬼，一個管理女鬼。
之後被吸收入佛教教义中，成為六欲天之一。在佛教傳說中，夜摩天是天界的一層，夜摩天之主稱為夜摩天王，而另有同名的阎魔王居于冥界，主管罪灵的赏罚。
在《長阿含經》中，帝釋天曾請夜摩天王一同來參與對阿修羅的戰鬥，帝釋請夜摩天給予幫助，顯示夜摩天的地位在帝釋天之上。隨著帝釋天的地位在傳說中逐漸被梵天取代，夜摩天的地位更隨之上升。《彰所知論》中說，夜摩天遠離帝釋天與阿修羅之間的鬥爭，所以又名離諍天，夜摩天的地位被認為高於帝釋天。